# Lepturacanthus
Lepturacanthus es un género de peces de la familia Trichiuridae. Fue descrito por Henry Weed Fowler en 1905.

## Especies
- Lepturacanthus pantului, (Gupta, 1966)
- Lepturacanthus roelandti (Bleeker, 1860)
- Lepturacanthus savala, (Cuvier, 1829)